# César Castro (futbolista)
César Alberto Castro Pérez (Venezuela, 10 de abril de 1983) es un futbolista venezolano. Juega de defensa y su último club fue ACD Lara de la Primera División de Venezuela.

## Clubes
| Club                  | País      | Año         |
| --------------------- | --------- | ----------- |
| Atromitos FC          | Grecia    | 2007 - 2008 |
| PAS Giannina          | Grecia    | 2008 - 2009 |
| Panserraikos FC       | Grecia    | 2010 - 2011 |
| Olympiakos Nicosia FC | Chipre    | 2011 - 2013 |
| ACD Lara              | Venezuela | 2013 - 2014 |

- Datos: Q5065410